# 손예진
손예진(한국 한자: 孫藝珍, 본명: 손언진, 한국 한자: 孫彦眞, 영어: Son Ye-jin,  1982년 1월 11일 ~ )은 대한민국의 배우이다.

## 학력
- 대구수성초등학교 (1994년 졸업)
- 범물여자중학교 (1997년 졸업)
- 정화여자고등학교 (2000년 졸업)
- 서울예술대학 영화과 (2000학번, 중퇴)

## 경력

#### 2000-2003: 초기 경력
손예진은 2000년 박기형 감독의 영화 《비밀》에서 홍미조 역을 맡아 출연(목소리 출연)한 후, 오디션을 통해 이듬 해 2001년에 방영된 TV 드라마 《맛있는 청혼》에서 여주인공 장희애 역을 맡아 본격적으로 연기 경력을 시작했다. 첫 드라마 작품부터 주연으로 시작한 손예진은 데뷔와 동시에 큰 인기를 얻었고, 특유의 청순한 모습을 통하여 많은 사람들에게 첫사랑 이미지로 각인되었다. 같은 해 그녀는 연이어 《선희 진희》에 출연하며 MBC 연기대상 신인상을 수상하였다. 2002년, 손예진은 픽션사극 드라마 《대망》과 임권택 감독의 영화 《취화선》에 출연하였고, 이 영화는 제55회 칸국제영화제 공식경쟁부문에 초청 되었다. 같은 해 출연한 영화 《연애소설》(2002)는 233만명의 관객수를 기록,《클래식》(2003)은 154만명의 관객수를 기록하며 그녀의 초기 경력에서 가장 큰 성공을 안겨주었고, 점차 주목 받기 시작했다. 《클래식》은 현재까지도 아름다운 멜로 영화로 회자되며, 손예진의 맑고 순수한 이미지로 인해 단숨에 청순 아이콘으로 떠올랐다. 이 작품들을 통해 2002년 제22회 한국영화평론가협회상 신인여우상과, 2003년 제39회 백상예술대상 영화부문 여자신인연기상, 제40회 대종상 영화제에서 신인여우상을 수상하였다. 손예진은 2003년 TV 드라마 《여름향기》에서 여주인공 심혜원 역을 연기했다. 이 작품은 한류 문화의 주역인 윤석호 PD의 ‘가을동화’, ‘겨울연가’를 잇는 계절 시리즈 세 번째 작품으로 큰 주목을 받았다.

#### 2004-2006:내 머리 속의 지우개,연애시대차세대 여배우로 주목 및 성공
손예진의 다음 작품으로는 영화 《내 머리 속의 지우개》(2004), 《외출》(2005)로 두 편의 영화 모두 일본, 중국 등 아시아 전역에서 대히트를 기록하였으며, 《내 머리 속의 지우개》는 국내에서도 256만명의 관객수를 동원하며 흥행하였다. 한편 일본에서는 각각 200만 관객을 동원하며 일본에서 개봉된 역대 대한민국 영화중에서 흥행 기록 1, 2위를 기록하였다. 특히 《외출》에서 손예진은 20대 중반 주부이면서 남편과 불륜 관계였던 여자의 남편에게 사랑의 감정을 느끼게 되는 여자 서영의 감정을 잔잔하면서 깊이 있게 그려내며 호평을 받았고, 이 영화로 제50회 아시아태평양영화제 여우주연상을 수상했다. 같은 해 출연한 영화 《작업의 정석》에서 손예진은 최고의 선수, 작업계의 고수 한지원 역을 맡아 이 작품에서 과감한 섹시 댄스를 선보이는 등 이미지 변신에 성공하였고, 234만 관객을 동원하며 흥행에 성공하였다.
손예진은 2006년 노자와 히사시의 동명 소설을 기반으로 한 드라마 《연애시대》에서 수영강사 유은호 역을 연기했다. 이 드라마는 ‘이혼후 다시 시작하는 연애’라는 참신한 소재로 호평을 받았으며, 20대 여배우가 선뜻 마음먹기 힘든 이혼녀를 연기, 더 이상 예쁜 얼굴만 무기가 되는 여배우가 아님을 인정 받았고, 이혼 했지만 묘하게 남아있는 미련, 헤어진 뒤 비로소 시작된 사랑의 감정을 자연스럽고도 설득력있게 그려내며 드라마의 인기를 견인했다. SBS 연기대상 여자최우수연기상, 제43회 백상예술대상 TV부문 여자최우수연기상을 수상하는 등 연기력을 크게 인정받았다. 2007년 손예진은 국내 애니메이션 영화 《천년여우 여우비》에서 주인공 여우비의 목소리 연기를 하였다.
이 시기 손예진은 빠르게 스타덤에 오른 만큼 동시에 끊이지 않는 루머에 시달리기도 했다. 하지만 손예진은 루머에 적극적인 대응 없이 꾸준히 작품 활동을 함으로써 성실함과 연기력을 인정 받았고, 다양한 작품 활동으로 안정적인 관객동원력을 증명한 손예진은 20대 중반에 한국 영화계를 대표하는 배우로 자리 잡았다.

#### 2008-2015: 흥행 퀸, 연기파 여배우로 인정 받다

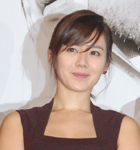
2009년 11월 10일 영화 《백야행》 언론시사회 및 기자간담회에 참석한 손예진

2008년, 손예진은 TV 드라마 《스포트라이트》로 2년여만에 브라운관에 복귀하였다. 같은 해 영화 《무방비도시》에서 소매치기 조직을 진두지휘하는 리더 백장미 역을 연기했으며, 박현욱 작가의 동명의 소설을 기반으로 영화 《아내가 결혼했다》에서 자유로운 연애를 조건으로 달고 결혼한 후에도 다른 남자를 사랑하길 멈추지 않는 주인아 역을 연기했다. 그녀의 연기는 평단의 호평을 받아 제29회 청룡영화상 여우주연상, 제4회 대한민국 대학영화제 여우주연상, 제45회 백상예술대상 영화부문 여자최우수연기상을 수상하는 쾌거를 이뤘다. 2009년, 동명의 소설을 기반으로 한 영화 《백야행 - 하얀 어둠 속을 걷다》에서 욕망으로 가득찬 치명적인 매력의 여자 유미호 역을 연기하였다.
2010년, 손예진은 이새인 작가의 동명 소설을 기반으로 한 TV 드라마 《개인의 취향》으로 1년 9개월여만에 브라운관에 복귀하였고, 개인 날 태어났다고 개인이란 이름을 얻은, 이름처럼 밝고 털털하고 유쾌한 캐릭터이자 무늬만 여자인 덜렁이 아가씨 박개인 역을 연기했다. 이듬 해, 2011년 TV 드라마 《시크릿 가든》에서 톱스타 역할으로 마지막회에 특별 출연하였다. 같은 해 손예진은 호러 로맨스 코미디 영화 《오싹한 연애》로 2년 만에 스크린에 복귀했고, 기를 쓰고 쫓아다니는 귀신 때문에 연애는커녕 가족과 친구로부터 버림받은 여자 강여리 역을 연기했다. 영화는 300만 관객수를 기록해 자신이 출연한 모든 로맨틱 코미디 영화를 흥행시키며 '로맨틱 코미디의 퀸'임을 입증했다. 2012년에는 재난 영화 《타워》에 출연하였고, 영화는 518만명의 관객수를 기록하며 성공을 거뒀다.

2013년, 손예진은 5월부터 7월까지 방영한 TV 드라마 《상어》로 3년여만에 브라운관에 복귀하였다. 또한 10월 개봉한 스릴러 영화 《공범》에서 정다은 역을 연기했다. 영화는 대한민국을 충격에 빠뜨린 유괴살인사건 공소시효 15일 전, 범인의 목소리를 듣고 사랑하는 아빠를 떠올리게 되면서 잔인한 의심을 갖게 되는 딸의 이야기를 그린 작품이다. 본 영화에서 공동 주연을 맡게 된 김갑수와는 ‘연애시대’ 이후 두 번째로 호흡을 맞춘 작품이며, 김갑수의 부녀 역할을 맡아 연기했다. 이 작품으로 제35회 청룡영화상 여우주연상 후보에 올랐다. 그리고 손예진은 2014년 제18회 부천국제판타스틱영화제 프로듀서스 초이스상을 수상하였고, 영화 《해적: 바다로 간 산적》에서 카리스마 넘치는 해적단 대단주 여월 억을 연기했다. 영화는 조선의 옥새를 삼켜버린 귀신 고래를 잡기 위해 바다로 내려온 산적 장사정이 여자 해적 여월과 함께 바다를 누비며 벌어지는 이야기를 그리고 있다. 866만명의 관객수를 동원하며 흥행에 크게 성공하였으며, 역대 출연작 중에서 가장 많은 관객수를 기록하였다. 작품의 성공으로 3000만 배우라는 타이틀을 얻게 되었다. 손예진은 이 작품으로 제51회 대종상 영화제 여우주연상을 수상하였다. 2015년에는 한중합작 코미디 액션 영화 《나쁜놈은 죽는다》에 출연하였다.

#### 2016년~ 현재
2016년에는 손예진이 주연을 맡은 두 편의 영화 《비밀은 없다》, 《덕혜옹주》가 개봉되었다. 이경미 감독의 영화 《비밀은 없다》는 비록 25만 관객을 동원하며 흥행에는 실패했지만, 손예진은 평론가의 호평을 받으며 제36회 한국영화평론가협회상 여우주연상, 제22회 춘사영화상 여우주연상을 받으며 연기력을 인정받았다. 대한민국의 마지막 황녀 덕혜옹주의 삶을 그린 허진호 감독의 영화 《덕혜옹주》는 560만명의 관객수를 동원하며 여성 원톱 영화로서는 보기 드문 흥행도 일궈냈으며, 손예진의 인생작이라는 호평을 받았다. 이 작품으로 제37회 청룡영화상 여우주연상 후보에 올랐고 인기스타상을 수상하였으며, 또한 제53회 대종상 영화제 여우주연상, 제8회 올해의 영화상 여우주연상, 제53회 백상예술대상 영화부문 여자최우수연기상을 수상하였다.
2017년 5월, 손예진은 스릴러 영화 《협상》에 캐스팅 되었다. 영화는 서울지방 경찰청 위기협상팀의 유능한 협상가가 상사를 납치한 인질범과 대치하며 벌어지는 사건을 그린 작품으로 위기협상팀 경위 하채윤 역을 연기한다. 그리고 다음 작품으로 동명의 영화를 기반으로 한 멜로 영화 《지금 만나러 갑니다》에 캐스팅 되었다. 영화는 1년 후 비가 오는 날 다시 돌아오겠다는 믿기 힘든 약속을 남기고 세상을 떠난 아내가 기억을 잃은 채 남편과 아들 앞에 다시 나타나면서 시작되는 이야기를 그린 작품이다. 두 작품 모두 2018년 개봉되었고 그로 인해서 2018 더 서울 어워즈 영화부문 여우주연상, 인기상을 수상하였다. 2019년 12월 14일부터는 tvN의 주말드라마 《사랑의 불시착》을 통해 현빈과 《협상》 이후 2년 7개월만에 다시 호흡을 맞췄으며, 윤세리 역을 맡아 시청자들에게 많은 관심과 호평을 받고 있다.

## 기타 활동

### 자선 활동
2011년 9월, 손예진은 서울시 성동구 뚝섬 전망문화콤플렉스 자벌레에서 열리는 '레인보우 프로젝트'(무지개빛 꿈 & 맑은 나눔 잔치)를 위해 자신의 애장품들을 기부했다. 2013년 5월, 드라마 《상어》 제작발표회 때 팬들(공식 팬클럽과 DC인사이드 손예진갤러리)에게 보내 온 응원 드리미 쌀화환 160kg 쌀화환을 손예진이 지정하는 독거노인 등 어려운 이웃에게 기부한다고 밝혔다. 2014년 8월, 손예진은 설경구로부터 아이스 버킷 챌린지를 지목 받았고, “경구 선배가 아이스 버킷 첼린지에 절 지목하셨더라고요. 저는 얼음물 대신 기부를 하도록 하겠습니다”고 말하며 루게릭병 환우들을 위한 아이스 버킷 챌린지 대신에 기부를 하겠다고 약속한 내용을 자신의 페이스북에 게재했다. 2020년 2월, 신종 코로나바이러스 감염증(코로나19) 확산 방지를 위해 대구사회복지공동모금회에 1억원을 기부했다.

## 개인 사생활
2021년 1월 1일, 손예진은 자신의 SNS에 사랑의 불시착에서 만난 현빈과 열애를 한다고 밝혔다. 이 두 사람은 처음에 미국에서 팬들에게 적발되어 열애설이 퍼졌지만, 두 소속사는 강하게 부인하였다고 한다. 그 뒤로도 2차례나 열애설이 퍼졌으나 두 소속사는 업무를 하다가 잘못 찍힌 것이라고 해명하였고, 끝내 2021년 새해에 열애설을 인정하였다. 마침내, 2022년 2월 10일,  현빈과 결혼약속을 발표하였다.

## 평가

### 롤모델
손예진은 많은 후배 여자 배우들의 롤모델로도 자주 언급되고 있다.